# Denkingen

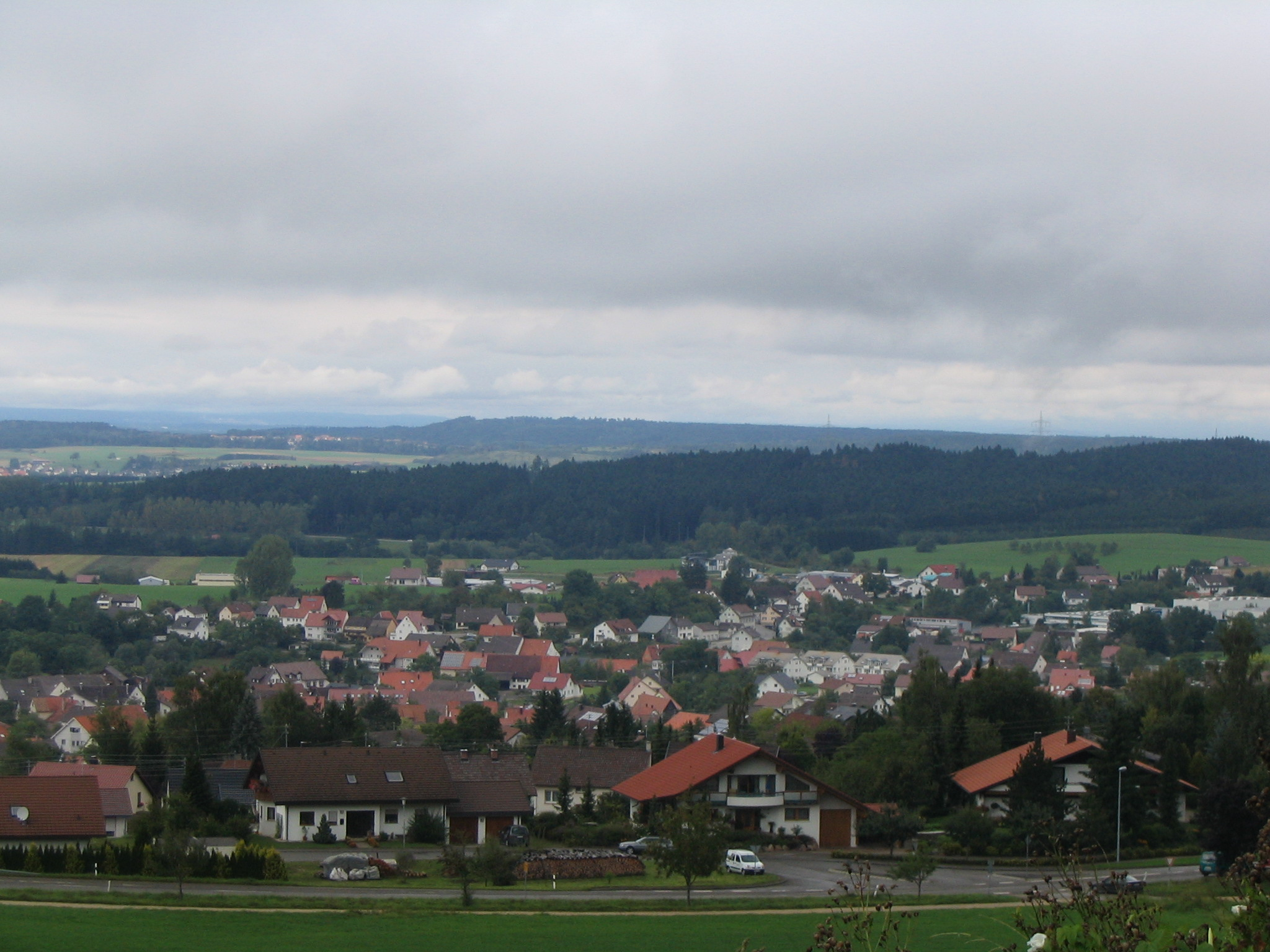
Denkingen, fotografiert vom Fuße des Klippenecks

Denkingen ist eine Gemeinde im Landkreis Tuttlingen in Baden-Württemberg.

## Geographie

### Geographische Lage
Denkingen liegt auf einer Geländestufe zwischen Großem Heuberg und Baar am Fuße des Klippenecks. Das Gemeindegebiet erstreckt sich von 610 m ü. NN im Primtal bis zum 1002 Meter hohen Hummelsberg.

### Nachbargemeinden
Die Gemeinde grenzt im Norden an Gosheim, im Osten an Böttingen, im Süden an die Stadt Spaichingen und im Westen an Aldingen und Frittlingen.

### Gemeindegliederung
Zur Gemeinde Denkingen gehören das Dorf Denkingen und die Häuser Erlenmühle und Klippeneck. Im Gemeindegebiet liegen die abgegangenen Ortschaften Berghof, Hinterhausen, Ipspoche, Niederhofen und Riedheim.

### Schutzgebiete
In Denkingen liegt das Naturschutzgebiet Klippeneck und das Landschaftsschutzgebiet Albtrauf zwischen Balgheim und Gosheim mit Dreifaltigkeitsberg, Klippeneck und Lemberg.
Denkingen hat zudem Anteil an den FFH-Gebieten Prim-Albvorland und Großer Heuberg und Donautal sowie am Vogelschutzgebiet Südwestalb und Oberes Donautal. Darüber hinaus gehört Denkingen zum Naturpark Obere Donau.

## Geschichte

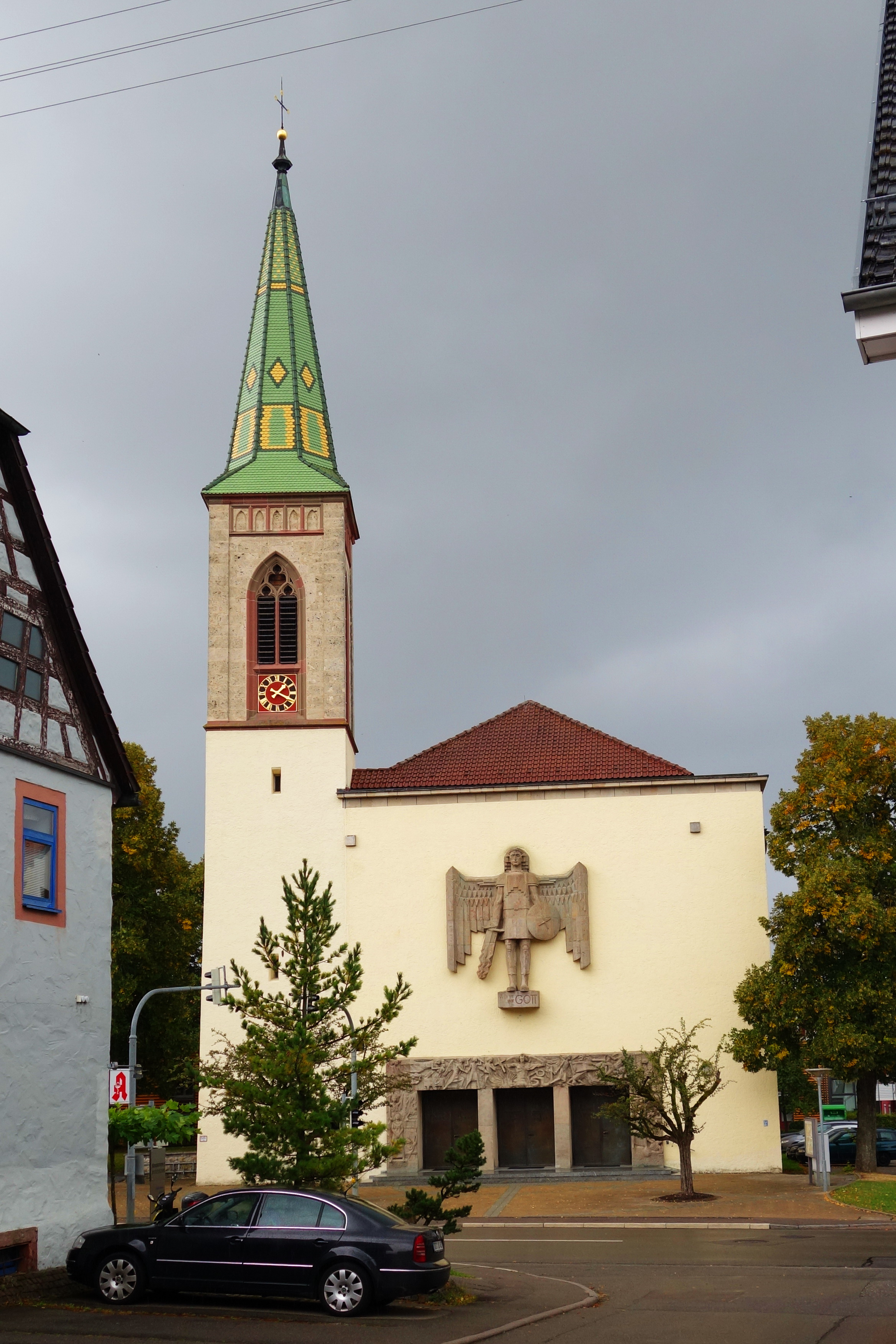
St. Michael

### Altertum
Das relativ ebene Gelände zwischen dem Primtal und dem Steilabfall der Schwäbischen Alb war schon früh bewohnt. Römer und Alemannen siedelten hier, wie Bodenfunde und Grabstätten belegen.

### Mittelalter
Erstmals urkundlich erwähnt wurde Denkingen am 10. Oktober 818 in einer Schenkungsurkunde eines gewissen Theotmar von Grundstücken im Dorf Thanchinga zu seiner und seiner Gattin Seelenheil an das Kloster St. Gallen. Verschiedene geistliche und weltliche Herrschaften hatten Besitz am Ort. 1381 kam das Dorf zu Vorderösterreich und blieb dort, bis es 1805 an Württemberg fiel.

### Neuzeit
Während des Dreißigjährigen Kriegs brannten Soldaten den Ort fast vollständig ab, bei dem die Weiler Hinterhausen und Rietheim verloren gingen. 1743 entstand auf Grund langer Streitigkeiten zwischen den Bürgern und dem Pfarrer Stockhl ein Aufruhr in der Gemeinde, auf den der Narrentyp Pfarrbachweib zurückgeht.
Das 1806 gegründete Königreich Württemberg ordnete den Ort dem Oberamt Spaichingen zu. 1889 schloss man den Ort an das Wasserleitungsnetz an. Durch eine Brandkatastrophe im Spätsommer 1892 wurde fast die komplette Hintere Gasse zerstört. Von 1928 bis zum 23. September 1968 war Denkingen durch die Heubergbahn ans Eisenbahnnetz geschlossen.
Bei der Gebietsreform während der NS-Zeit in Württemberg gelangte der Ort 1938 zum Landkreis Tuttlingen. Während des Zweiten Weltkriegs blieb Denkingen von Kriegsschäden verschont, wurde aber am 21. April 1945 von französischen Truppen eingenommen. 1945 wurde Denkingen Teil der Französischen Besatzungszone und kam somit zum Nachkriegsland Württemberg-Hohenzollern, welches 1952 im Land Baden-Württemberg aufging. Durch den Zuzug von Heimatvertriebenen und Flüchtlingen wuchs der evangelische Bevölkerungsanteil nach 1948 um 25 Prozent an. 1861 hatte der Ort nur zwei evangelische Einwohner. 1972 bildete Denkingen mit Spaichingen und den umliegenden Gemeinden eine Verwaltungsgemeinschaft. In den Tagen vom 23. und 24. Juni 1975 hatte der Ort mit schweren Hochwasserschäden zu kämpfen.

## Politik

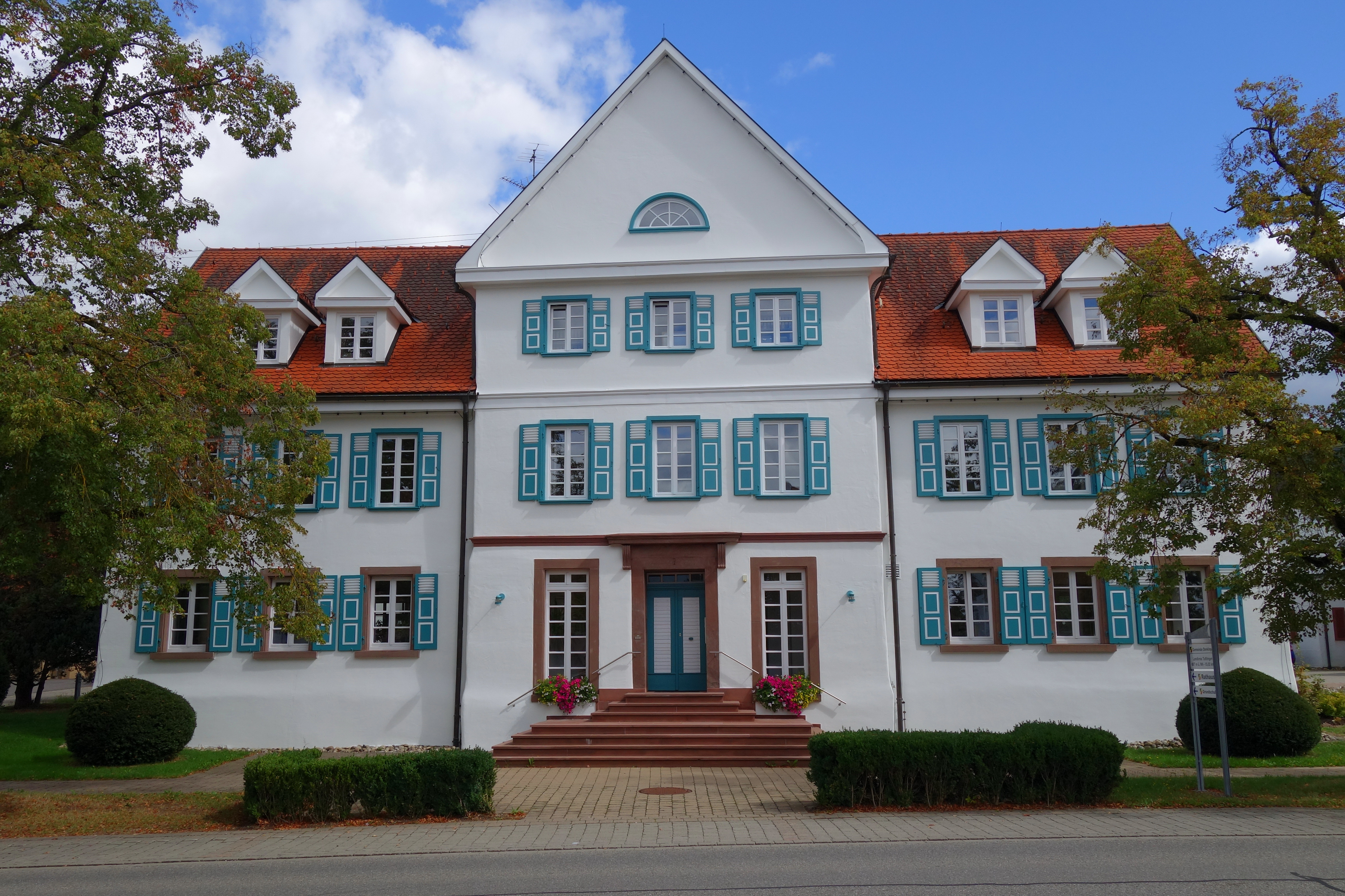
Rathaus

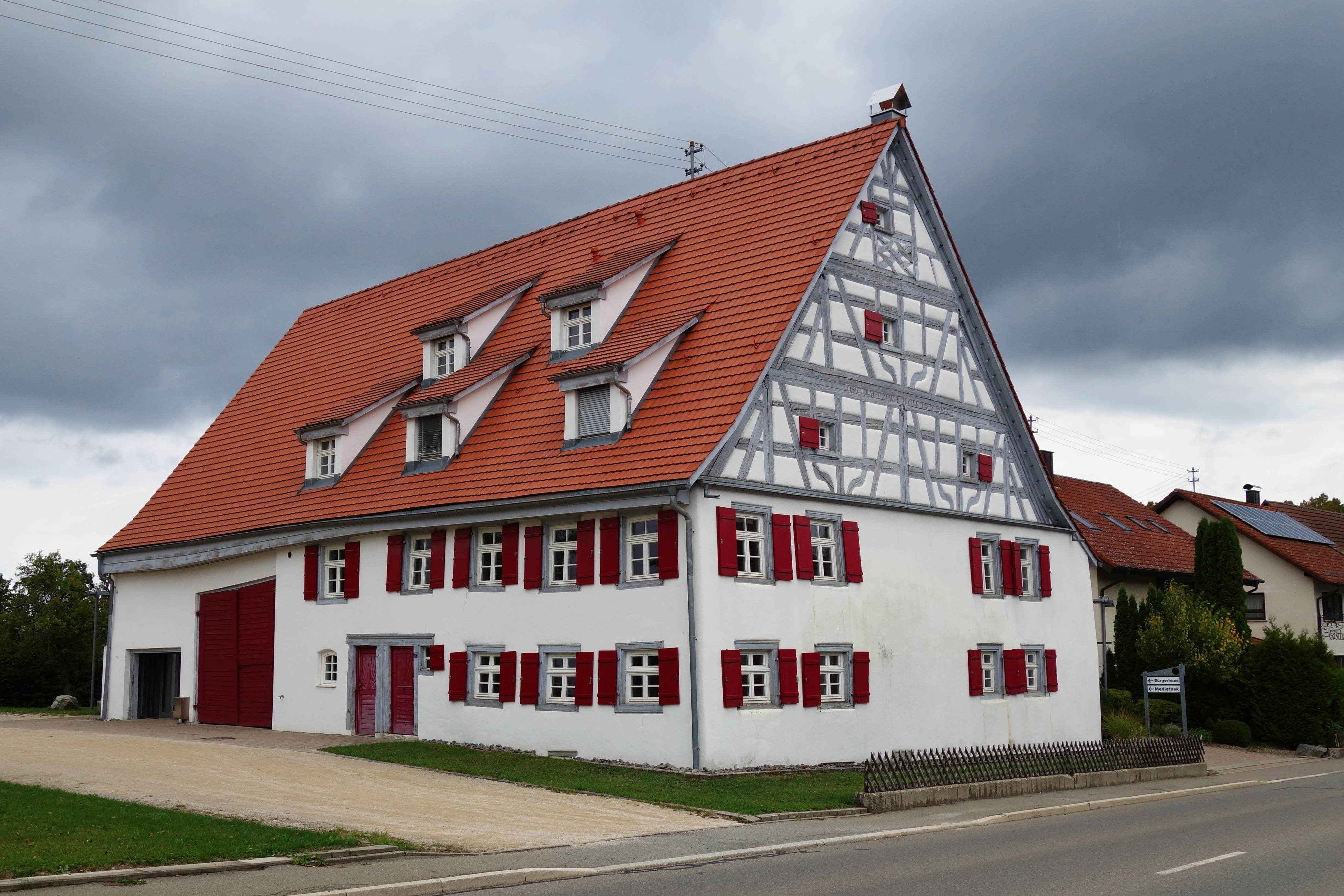
Bürgerhaus

### Gemeinderat
Der Gemeinderat in Denkingen hat 12 Mitglieder. Er besteht aus den ehrenamtlichen Gemeinderäten und dem Bürgermeister als Vorsitzendem. Der Bürgermeister ist im Gemeinderat stimmberechtigt. Bei der  Kommunalwahl am 9. Juni 2024 wurde der Gemeinderat durch Mehrheitswahl gewählt. Mehrheitswahl findet statt, wenn kein oder nur ein Wahlvorschlag eingereicht wurde. Die Bewerber mit den höchsten Stimmenzahlen sind dann gewählt. Die Wahlbeteiligung betrug 62,75 %.

### Verwaltungsgemeinschaft
Die Gemeinde ist Mitglied der vereinbarten Verwaltungsgemeinschaft der Stadt Spaichingen.

### Bürgermeister
- 1927–1937: Franz Schiek (* 1902 † 1993, CDU)
- 1937–1938: Stefan Thieringer
- 1938–1941: Franz Josef Dreher
- 1941–1941: Jakob Streicher
- 1941–1943: Josef Knoblauch
- 1943–1945: Martin Gruhler (Bürgermeister Aldingen)
- 1945–1946: Jakob Streicher
- 1946–1948: Johann Zepf
- 1948–1949: Franz Schiek (* 1902 † 1993, CDU)
- 1949–1951: Anton Hugger (CDU)
- 1951–1969: Josef Keller (* 1918 † 1997, CDU)
- 1969–1975: Herbert Barth (†, CDU)[5], war danach Bürgermeister von Ostrach
- 1975–1983: Herbert Erb
- 1983–2023: Rudolf Wuhrer (* 1956, FW)
- seit 2023: Fabian Biselli (* 1990)

Bei der Bürgermeisterwahl am 18. Juni 2023 wurde Fabian Biselli mit 68,18 Prozent der Stimmen zum Bürgermeister gewählt. Er trat das Amt im September 2023 an.

### Wappen
| | Blasonierung: „Von Schwarz, Gold (Gelb), darin ein schwarzes Tatzenkreuz und Rot zweimal schräglinks geteilt.“ |
| Wappenbegründung: Das zuerst 1930 verliehene Wappen ist abgeleitet von einem Amtsstempel, der das Tatzenkreuz zeigte. Der Wappenentwurf war mit der Archivdirektion Stuttgart vereinbart worden. Er vereint die württembergischen mit den badischen Farben. | |

### Banner und Flagge
|  | 00Banner: „Das Banner ist rot-gelb längsgestreift mit dem aufgelegten Wappen oberhalb der Mitte.“ |
|  | 00Hissflagge: „Die Flagge ist rot-gelb quergestreift mit dem Wappen in der Mitte.“                |

### Partnerschaften
Denkingen unterhält partnerschaftliche Beziehungen zu Kirschau in der Oberlausitz in Sachsen.

## Kultur und Sehenswürdigkeiten

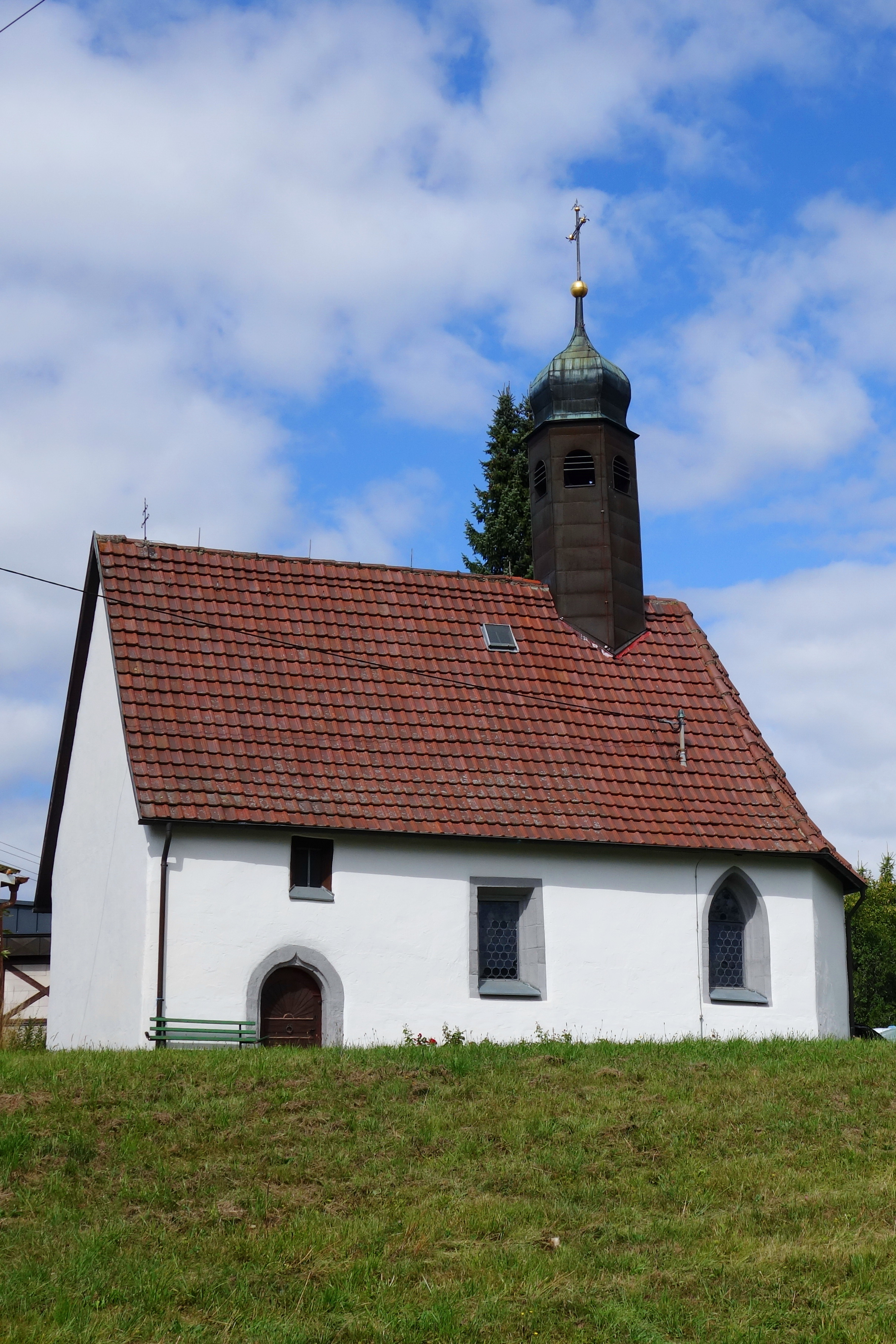
Nikolauskapelle

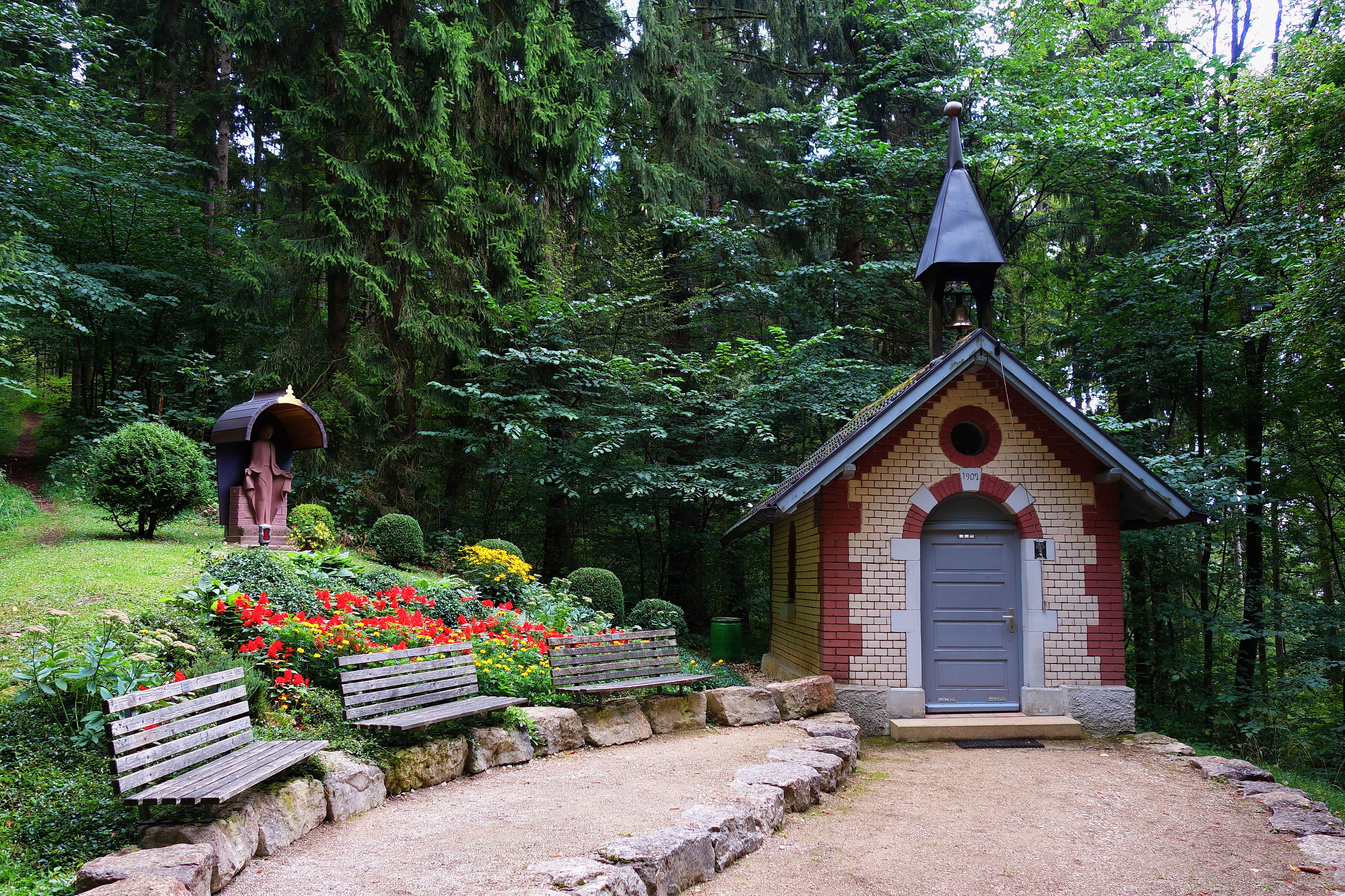
Kapelle am Denkinger Kreuzweg

Die Kommune ist dem Tourismusverband „Donaubergland“ angeschlossen.
- Die Trasse der durch Denkingen verlaufenden, 1966 stillgelegten Heubergbahn ist heute als Rad- und Wanderweg ausgebaut. Sie bietet einen steigungsarmen Aufstieg nach Gosheim mit zahlreichen Aussichtspunkten entlang des Steilhangs des Heubergs.
- Das Segelfluggelände Klippeneck und der Wanderweg entlang der Hangkante zum Dreifaltigkeitsberg bieten bei guten Sichtverhältnissen herrliche Ausblicke über die Baarlandschaft zum Schwarzwald und zu den Alpen.
- Am steilen Hang des Klippenecks gibt es einige geschlossene Bestände von Eiben.

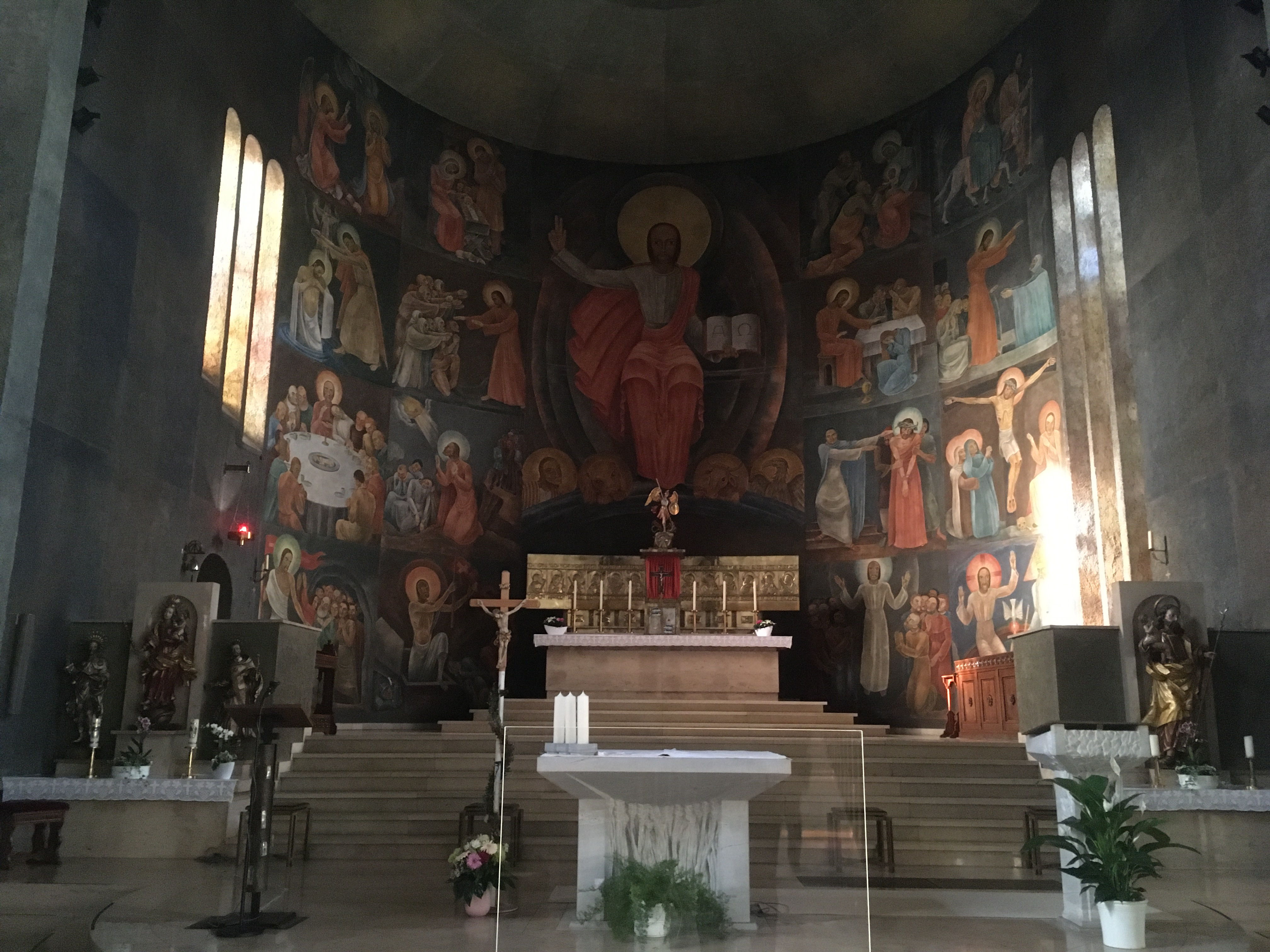
Altarwand der Kirche St. Michael, ausgemalt von August Blepp (1885–1949)

- Die Katholische Pfarrkirche St. Michael wurde 1933 von Hans Lütkemeier und Martin Schilling erbaut, der Turm der Vorgängerkirche blieb dabei stehen.[8]

## Wirtschaft

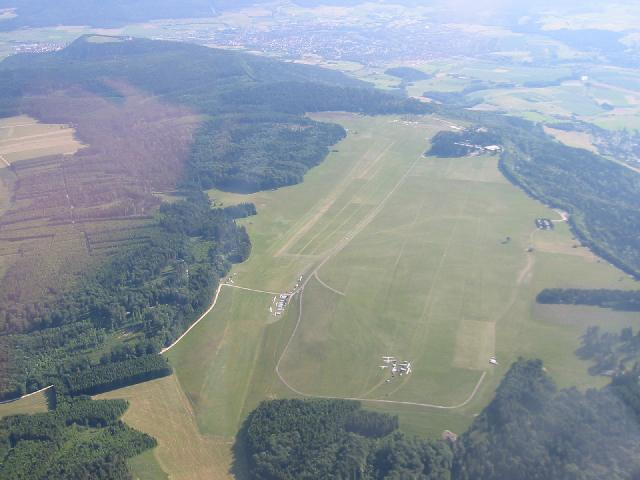
Flugplatz Klippeneck

### Verkehr
Denkingen lag bis 1966 an der inzwischen abgebauten Heubergbahn. Heute verkehrt die Buslinie 220 (Aldingen – Schömberg (Zollernalbkreis)), in Aldingen besteht Ringzug-Anschluss in Richtung Rottweil und Tuttlingen.
Denkingen ist über die Landesstraße 433 aus Richtung Aldingen / Spaichingen bzw. Wehingen / Albstadt und über die Kreisstraße 5907 aus Richtung Frittlingen / Rottweil zu erreichen.

### Ansässige Unternehmen
- Die Firma Paul Kauth GmbH & Co. KG ist mit rund 220 Mitarbeitern einer der größten Arbeitgeber in Denkingen und ist Zulieferer für die Automobilindustrie.
- Die Schwer Fittings GmbH ist ein Hersteller von Verschraubungen, Kugelhähnen, Ventilen, Armaturen, Rohren und Schläuchen aus Edelstahl.

## Söhne und Töchter der Gemeinde
- Rudolf Sauter (1925–2013), Erziehungswissenschaftler und Mundartdichter